# Matías Abelairas
Matías Enrique „Pitu” Abelairas (ur. 18 czerwca 1985 w Olavarríi) – argentyński piłkarz pochodzenia włoskiego występujący na pozycji ofensywnego lub środkowego pomocnika.

## Kariera klubowa
Abelairas jest wychowankiem akademii juniorskiej zespołu Club Atlético River Plate z siedzibą w stołecznym Buenos Aires. Do seniorskiej drużyny został włączony jako osiemnastolatek przez szkoleniowca Leonardo Astradę i w argentyńskiej Primera División zadebiutował 3 czerwca 2004 w wygranym 3:1 meczu z Racing Club. W sezonie Clausura 2004 wywalczył ze swoją drużyną tytuł mistrza Argentyny, lecz ani razu nie zdołał się wówczas pojawić na ligowych boiskach i przez następne kilka lat pełnił rolę głębokiego rezerwowego River Plate. Sytuacja ta uległa zmianie dopiero w 2007 roku, za kadencji trenera Daniela Passarelli, kiedy to zaczął notować częstsze występy i 15 czerwca 2007 w wygranej 3:2 konfrontacji z Vélezem Sarsfield strzelił premierowego gola w pierwszej lidze. Podczas wiosennych rozgrywek Clausura 2008, po przyjściu do drużyny szkoleniowca Diego Simeone, był już podstawowym graczem zespołu i znacząco pomógł mu w zdobyciu kolejnego mistrzostwa kraju. Do roli alternatywnego gracza został jednak relegowany z powrotem w 2010 roku i od tamtego czasu nie rozegrał w barwach River żadnego spotkania.
Jesienią 2011 Abelairas pozostawał bez klubu, przebywając w międzyczasie na testach w szkockim Rangers FC, których jednak nie przeszedł. Ostatecznie w styczniu 2012 podpisał umowę z brazylijskim zespołem CR Vasco da Gama z miasta Rio de Janeiro, gdzie występował przez kolejne pół roku, nie odnosząc jednak większych sukcesów zarówno w lidze stanowej Campeonato Carioca, jak i w rozgrywkach Copa Libertadores, w których kilkakrotnie występował już wcześniej jako gracz River Plate. W połowie 2012 roku, również na zasadzie wolnego transferu, przeszedł do meksykańskiej ekipy Puebla FC. W tamtejszej Liga MX zadebiutował 3 sierpnia 2012 w zremisowanym 2:2 spotkaniu z Santos Laguną, zaś premierową bramkę zdobył 21 września tego samego roku w zremisowanej 1:1 konfrontacji z Leónem. W Puebli spędził ogółem pół roku, przeważnie jako podstawowy zawodnik, lecz nie zdołał zanotować żadnego osiągnięcia.
Na początku 2013 roku Abelairas przeszedł do chilijskiej drużyny Unión Española ze stołecznego Santiago.
| Sezon     | Klub                      | Kraj      | Rozgrywki        | Mecze | Bramki |
| --------- | ------------------------- | --------- | ---------------- | ----- | ------ |
| 2003/2004 | Club Atlético River Plate | Argentyna | Primera División | 1     | 0      |
| 2004/2005 | Club Atlético River Plate | Argentyna | Primera División | 1     | 0      |
| 2005/2006 | Club Atlético River Plate | Argentyna | Primera División | 0     | 0      |
| 2006/2007 | Club Atlético River Plate | Argentyna | Primera División | 7     | 1      |
| 2007/2008 | Club Atlético River Plate | Argentyna | Primera División | 30    | 6      |
| 2008/2009 | Club Atlético River Plate | Argentyna | Primera División | 30    | 3      |
| 2009/2010 | Club Atlético River Plate | Argentyna | Primera División | 20    | 1      |
| 2010/2011 | Club Atlético River Plate | Argentyna | Primera División | 0     | 0      |
| 2012      | CR Vasco da Gama          | Brazylia  | Série A          | 0     | 0      |
| 2012/2013 | Puebla FC                 | Meksyk    | Liga MX          | 13    | 1      |
| 2013      | Unión Española            | Chile     | Primera División |       |        |